# Sant'Andréa-di-Bozio
Sant'Andréa-di-Bozio is een gemeente in het Franse departement Haute-Corse (regio Corsica) en telt 86 inwoners (2009). 

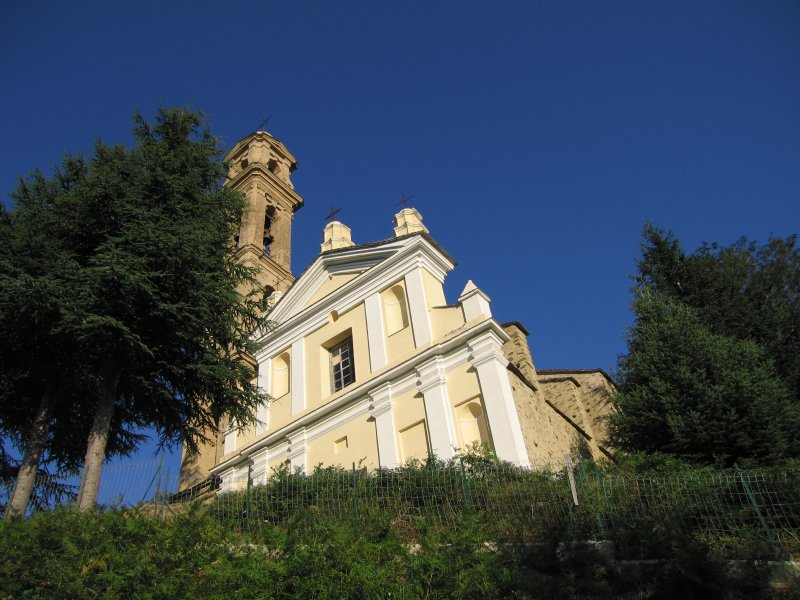
Kerk van Sant'Andréa-di-Bozio

## Geografie
De oppervlakte bedraagt 24,03 km², de bevolkingsdichtheid is dus 3,6 inwoners per km².

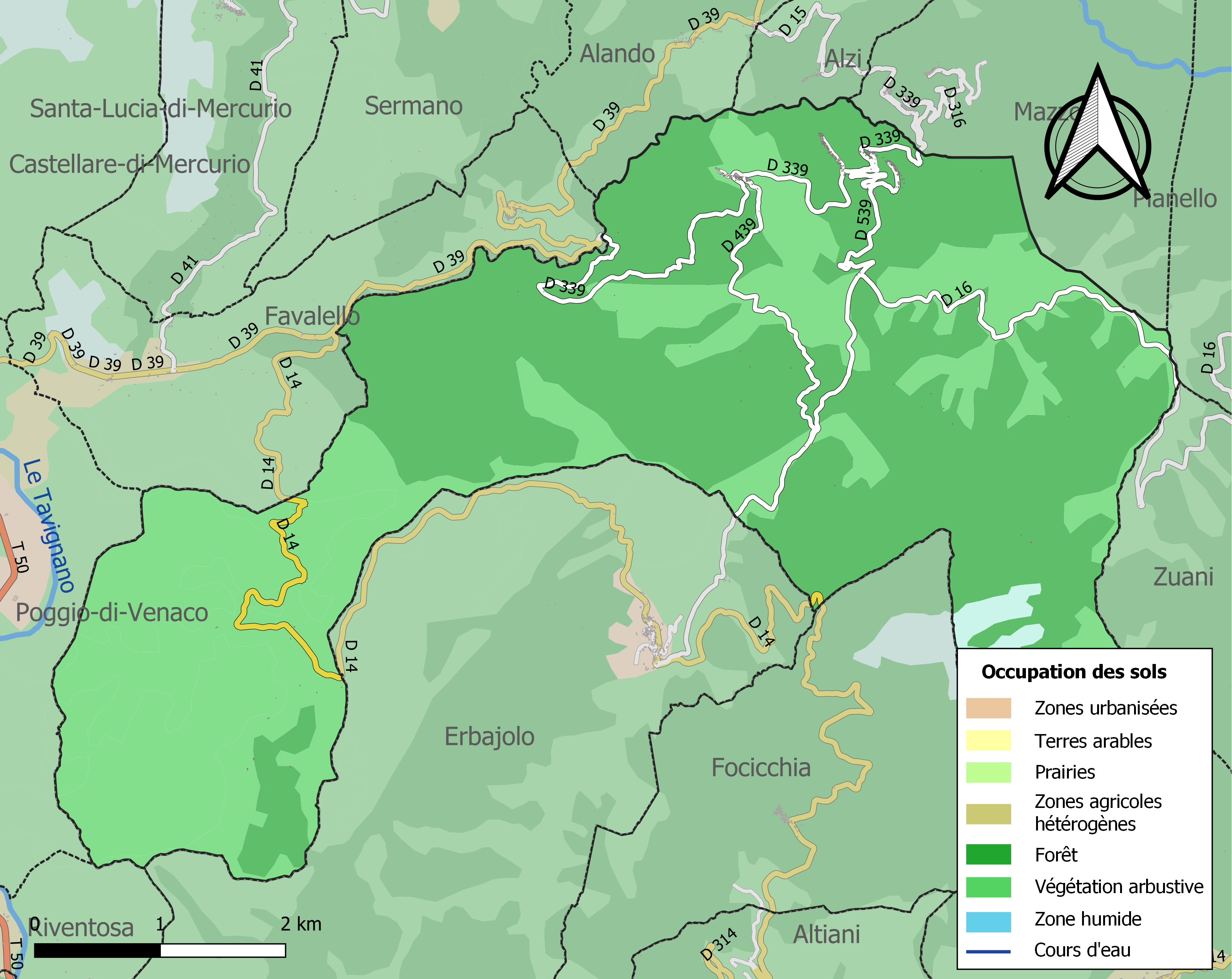
Kaart van de gemeente met de belangrijkste infrastructuur, bodemgebruik en omliggende gemeenten

## Demografie
Onderstaande figuur toont het verloop van het inwonertal.
Vanwege een beveiligingsprobleem met de MediaWiki Graph-software is het momenteel niet mogelijk deze grafiek weer te geven. Zodra de software is bijgewerkt zal de grafiek vanzelf weer zichtbaar worden.